# Вашківці
Ва́шківці — місто Вижницького району Чернівецької області, центр Вашківецької сільської громади.

## Назва
Вперше згадуюється у 30-х роках XV століття під назвою Васківці.

## Географія
Розміщене на правому березі річки Черемош та його притоці Глибочок, за 32 кілометри від районного центру — міста Вижниця (автошлях Т 2601). Відстань від Чернівців — 37 кілометрів.
Вашківці поділені на такі кути: Долішній, Гнатишин, Горішній, Затепличний, Старий і Кошково.

## Історія

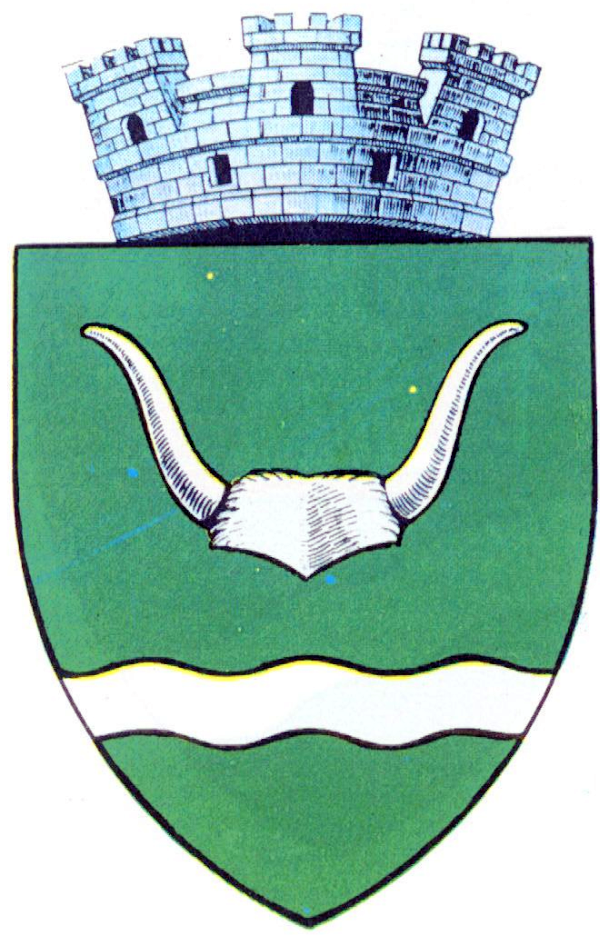
Герб часів Румунії

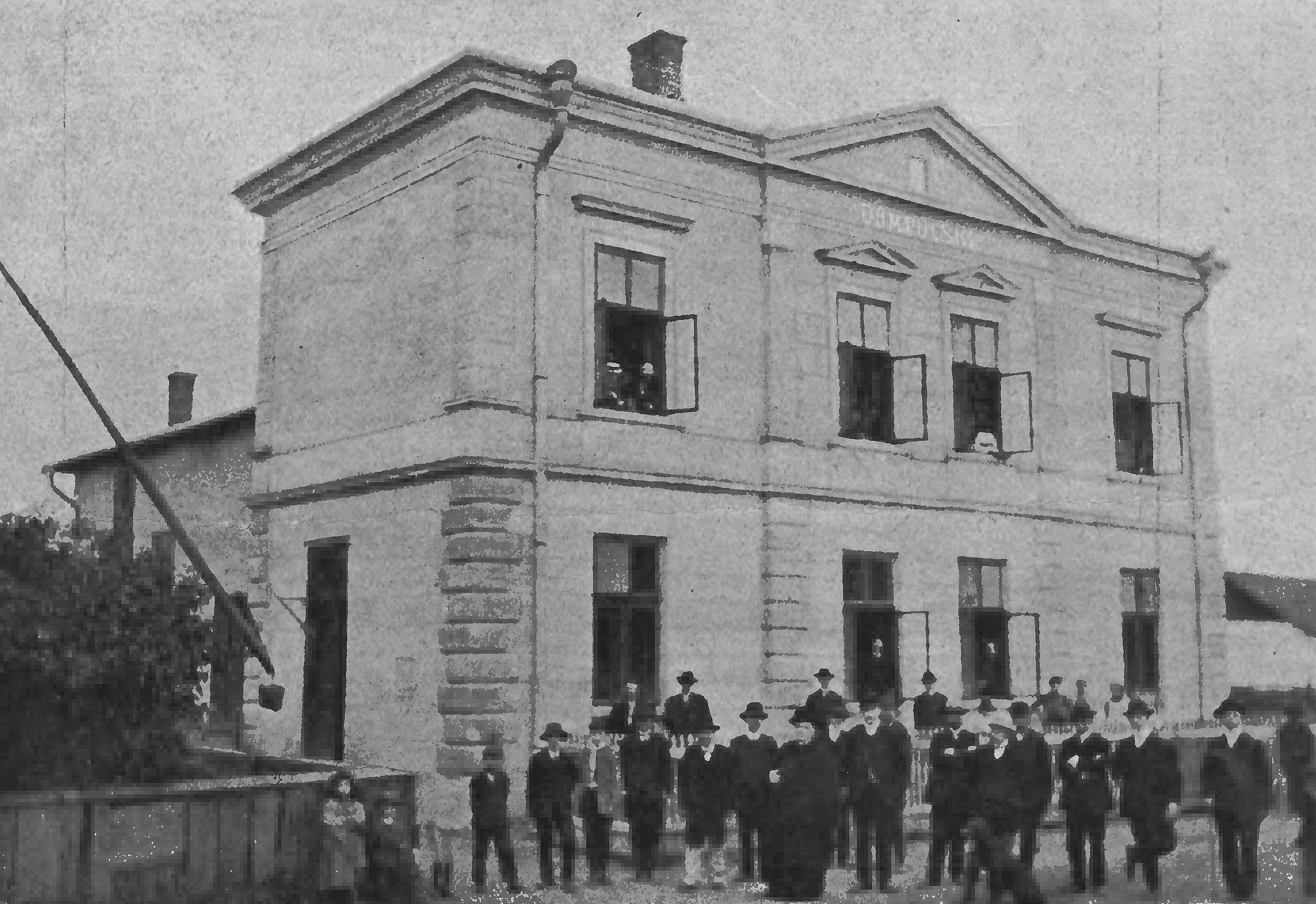
Будинок у Вашківцях 1909 рік

Перша письмова згадка про місто була датована 1431 роком, а у грамоті Владислава Ягайла від 13 грудня 1433 року говориться про передачу Вашківців молдовському воєводі Стефану. Наступні 342 роки (з 1433 по 1775 р.) Вашківці перебували у складі Молдовської держави, а з 1775 року входили до Австро-Угорщини. В цей час власниками села були брати Микола та Йордаки Русети. Їх права на село підтверджені австрійською комісією 12 березня 1782 року. 8 червня 1805 року брати Русети обмінюють свої буковинські маєтки на волоські володіння Теодора Мустаце. У 1808 році Вашківці дісталися барону Петріно.
У 1848 році вашківецькі селяни взяли участь у повстанні під проводом Лук'яна Кобилиці. Внаслідок повстань барон Петріно одним з перших в краї скасував панщину у вашківецькому маєтку.
На початку XIX століття Вашківці стають центром судової округи, а з 1903 року — містом, центром новоутвореного Вашківецького повіту З 1811-1812 роках відомі найдавніші відбитки печатки Вашківців з самобутнім гербом: дерево, під яким вовк, що біжить.
У другій половині XIX століття на початку ХХ століття у Вашківцях виникає ряд дрібних капіталістичних підприємств. У 1873 році була відкрита гуральня Гросмана, Фрейтога і вольцовий млин Таца.
4 жовтня 1903 року Вашківцях постало товариство «Січ».
Під час Першої світової війни Вашківці були в районі воєнних дій. 27 листопада 1918 року місто як і вся Буковина перейшло під владу Румунії, де воно перебувало у складі жудеця Сторожинець. 
У 1919 році у Вашківцях відбуваються збори населення повіту, на яких було висловлено думку про возз’єднання зі Україною.
28 червня 1940 року зайняте радянськими військами. У 1941—1944 роках — знову під владою Румунії. З 1944 року у складі Радянського Союзу.
Від 24 серпня 1991 року — незалежній Україні.
14 вересня 2016 року шляхом об'єднання сільських рад місто Вашківці — адміністративний центр Вашківецької міської громади.

## Населення
Динаміка зміни населення у Вашківцях:
| 1930  | 1941  | 1989  | 2001  | 2005  | 2007  | 2009  | 2010  | 2012  | 2022  |
| ----- | ----- | ----- | ----- | ----- | ----- | ----- | ----- | ----- | ----- |
| 6 354 | 5 916 | 5 811 | 5 987 | 5 830 | 5 660 | 5 545 | 5 506 | 5 430 | 5 215 |

### Національний склад
Розподіл населення за національністю за даними перепису 2001 року:
| Національність  | Відсоток |
| --------------- | -------- |
| українці        | 97,99 %  |
| росіяни         | 1,35 %   |
| інші/не вказали | 0,66 %   |

### Мова
Розподіл населення за рідною мовою за даними перепису 2001 року:
| Мова            | Кількість | Відсоток |
| --------------- | --------- | -------- |
| українська      | 5828      | 98.48%   |
| російська       | 69        | 1.16%    |
| румунська       | 13        | 0.22%    |
| білоруська      | 3         | 0.05%    |
| єврейська       | 1         | 0.02%    |
| польська        | 1         | 0.02%    |
| інші/не вказали | 3         | 0.05%    |
| Усього          | 5918      | 100%     |

## Визначні місця
- Вашківецький парк.
- Аннина гора — гора висотою 304 метри над рівнем моря, що є давнім об'єктом християнського паломництва. У 1993 році тут засновано Свято-Аннинський жіночий монастир, побудовано собор Святої Анни з нижнім храмом Святих Великомучеників Маковеїв, келії, житлові корпуси, господарські приміщення[5].
- Церква Святого Миколая — православний храм збудований у 1854 році з використанням традицій західного культового зодчества.
- Храм Успіння Пресвятої Діви Марії — католицький храм побудований на початку 20-х років XIX століття і освячений у 1826 році.
- Музей імені Г. Гараса.
- Садиба Криштофовичів.

## Пам'ятники та скульптури
- Пам'ятник уродженцю Вашківців поету Миколі Юрійчуку.[6]
- Скульптура "Вашківецька маланка". Скульптура вшановує традиційний обряд з переодяганням у тварин і фольклорних персонажів, що відбувається в ніч з 13 на 14 січня та який у Вашківцях носить масовий характер та називається "Переберія".

## Відомі люди
- Гавалешко Микола Петрович — (*27.01.1932, м. Вашківці, тепер Вижницького району — 02.06.2002, м. Чернівці) — доктор фізико-математичних наук, професор Чернівецького національного університету ім. Юрія Федьковича. Був першим головою Чернівецького обласного об'єднання Всеукраїнського товариства ім. Т. Шевченка.
- Гарас Георгій Олексійович — заслужений майстер народної творчості України, художник-орнаменталіст
- Герасимович Іван — український педагог, редактор та громадський діяч, організатор українського учительства, сотник УГА.
- Гнатишин Іван Миколайович — український дипломат
- Гнатишин Іван Михайлович (1907, Вашківці — 1967) — видатний канадський юрист українського походження, батько генерал-губернатора Канади Романа Гнатишина
- Годовський Володимир Михайлович (* 1947) — український хореограф
- Євген Максимович. — (*10.02.1857, м. Вашківці, тепер Вижницького району Чернівецької області — 27.04.1928, м. Чернівці) — український живописець. У 1881 р. закінчив Віденську Академію мистецтв. Був головним художником Буковинської митрополії. Брав участь у розписі фресок Мармурового залу та інтер'єрів резиденції буковинських митрополитів у Чернівцях.
- Лобурак Марія Миколаївна та Володимир Миколайович Лобурак — Заслужені артисти України. Дует «Скриня».
- Лютик Петро Михайлович — видатний гідролог, брав участь у ліквідації наслідків аварії на ЧАЕС. Його іменем названо одну з вулиць міста.
- Михайлюк Василь Пилипович — український композитор, диригент. Автор музики до пісні «Черемшина».
- Терен Іван Іларіонович (* 08.11.1951, м. Вашківці) — майстер художнього різьблення та інкрустації. Голова Чернівецького обласного осередку Національної спілки майстрів народного мистецтва України (2003).Заслужений майстер народної творчості України (2006). Лауреат премії імені Георгія Гараса (2001). До 600-річчя Чернівців видав каталог-посібник «Художнє різьблення на Буковині» (Чернівці, 2007). Нагороджений медаллю «На славу Чернівців»
- Чорногуз Олена Іванівна (нар. 1949) — українська художниця по текстилю, членкиня НСХУ.
- Юрійчук Микола Якович — український поет-пісняр. Автор слів до пісні «Черемшина».

## Світлини

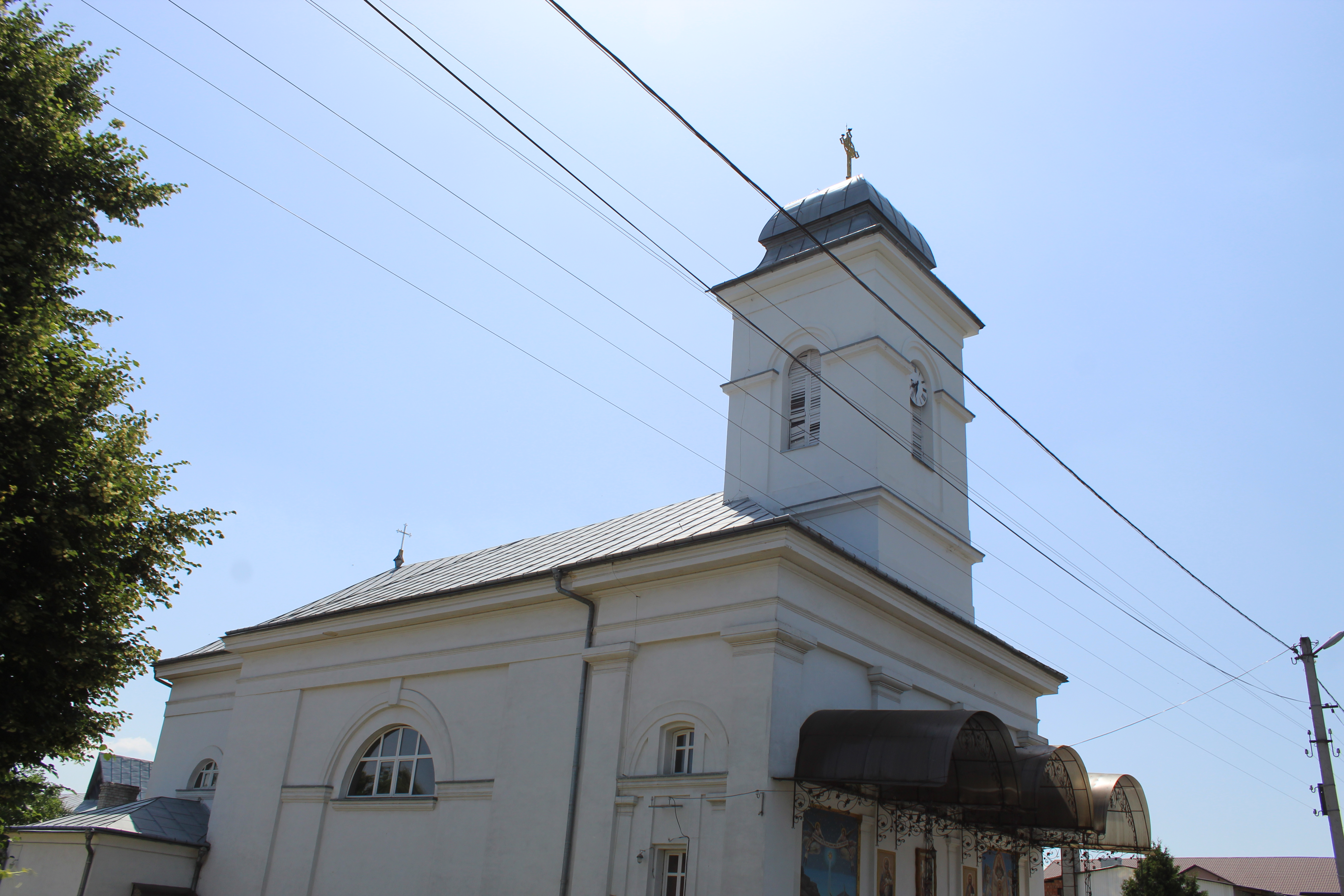
Миколаївська церква
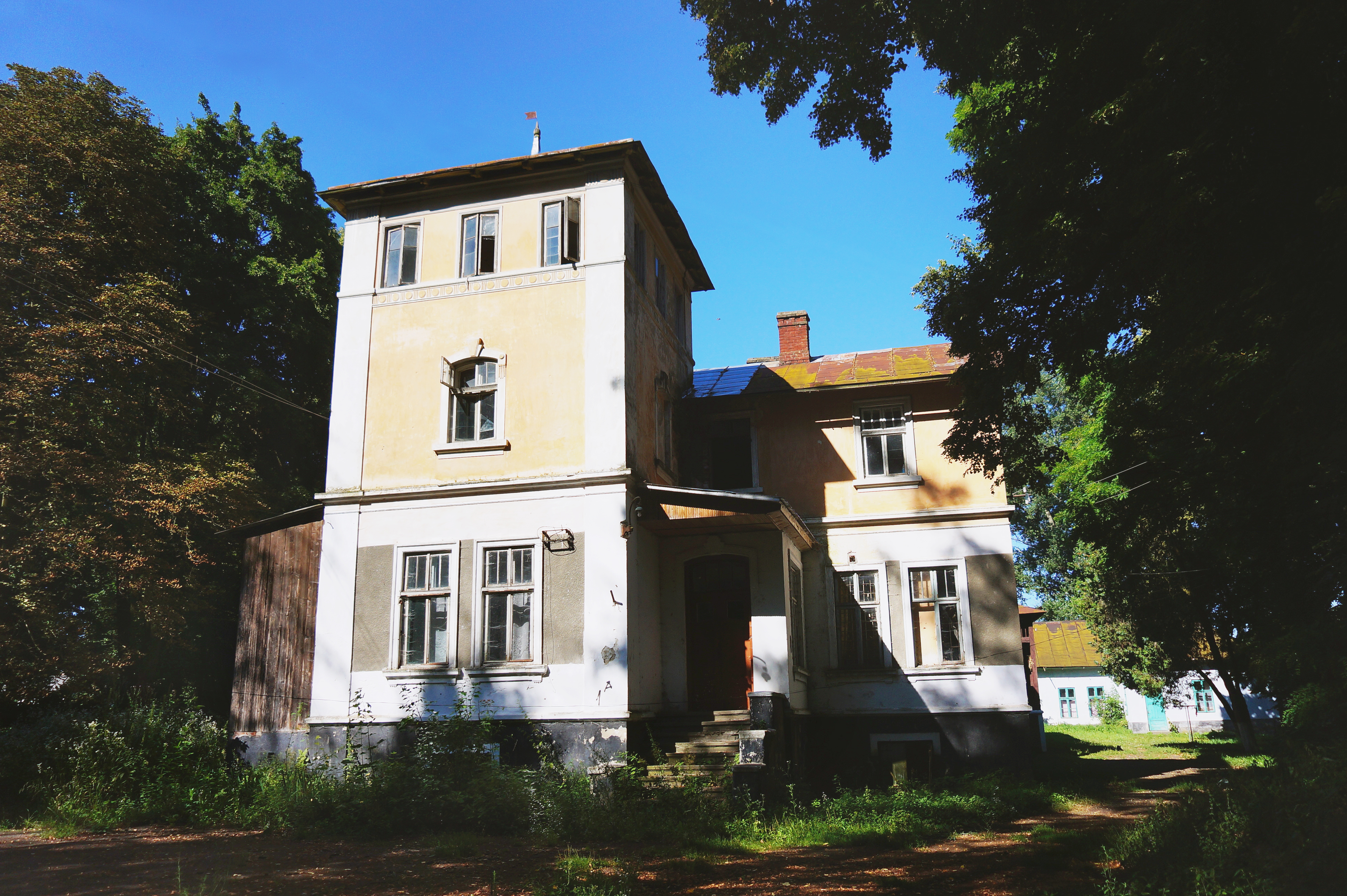
Парк з садибою Криштафовичів
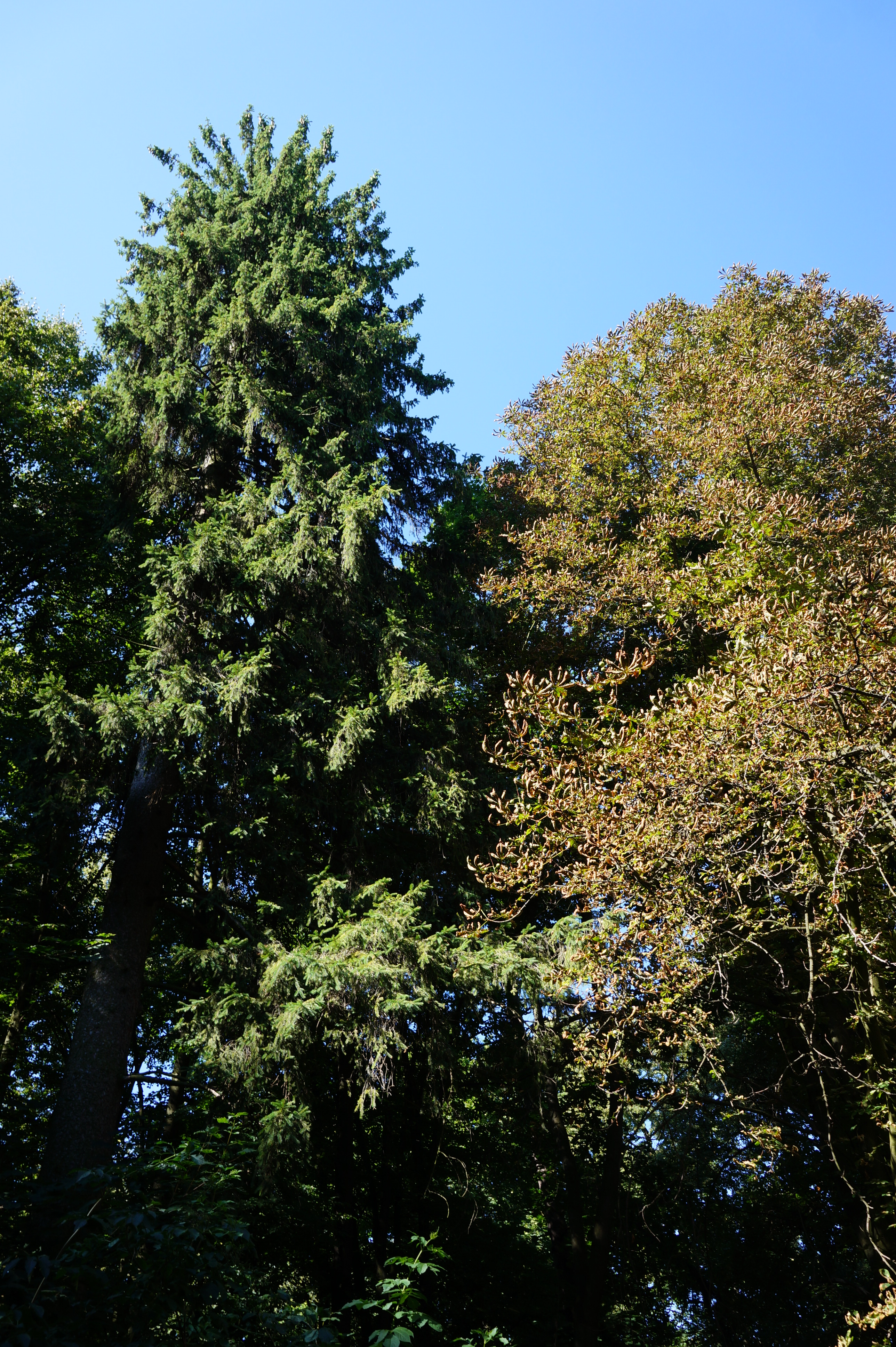
Вашковецький парк
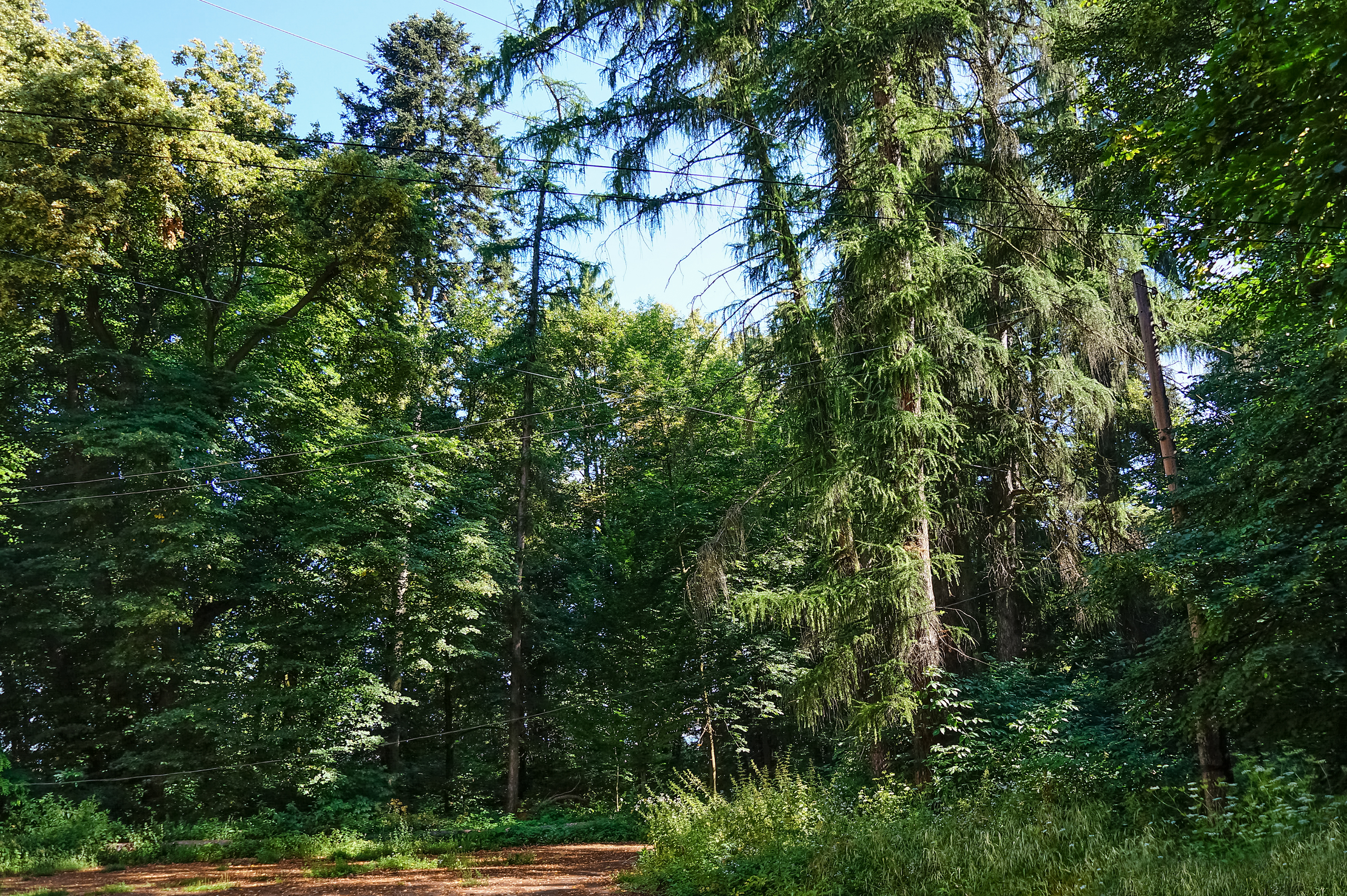
Вашковецький парк
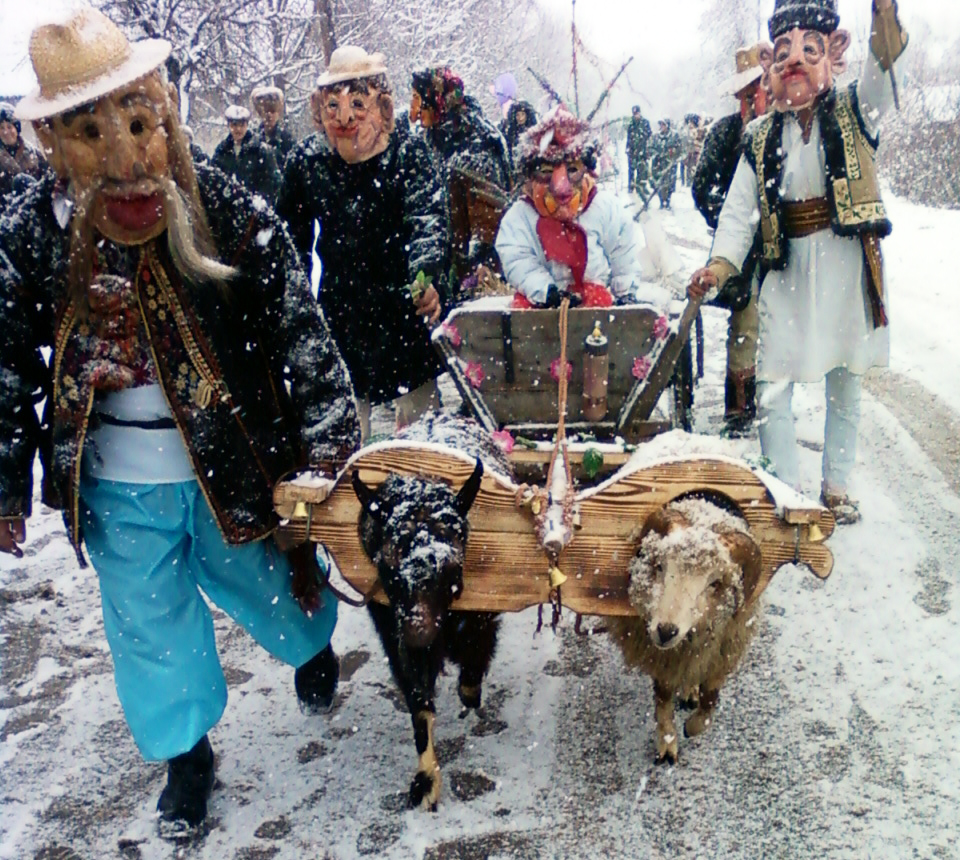
Вашківецька Переберія
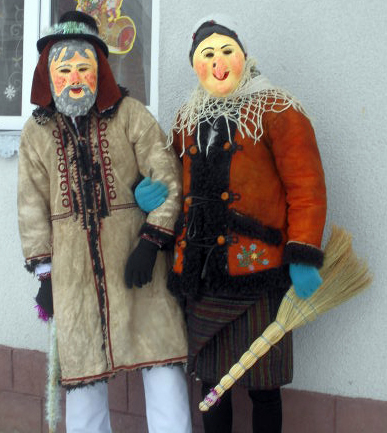
Переберія Дід і Баба